# SPICA
SPICA S.p.A (акціонерне товариство; італ. Società Pompe Iniezione Cassani & Affini) — компанія, яка була італійським виробником інжекторних систем подачі палива .

## Історія
Компанія була заснована Франческо Кассані в 1932 році. Інжекторні системи від SPICA використовувалися на дизельних і бензинових двигунах. У 1941 році Alfa Romeo придбала права на компанію і взяла їх під свій контроль. Пізніше компанія почала виробляти свічки запалювання, гідравлічні амортизатори, паливні насоси та інші автомобільні запчастини.
У 1987 році компанія стала частиною концерну Fiat Group і, починаючи з 1995 року, компанія стала спеціалізуватися на продажі запчастин Delphi і TRW Inc..
Засновник компанії Франческо Кассані покинув компанію ще в 1942 році. Він заснував пізніше нову компанію разом зі своїм братом Євгеніо, названу SAME (Società Accomandita Motori Endotermici). Зараз це відома італійська компанія з виробництва сільськогосподарської техніки та тракторів. І відома вона під ім'ям SAME Deutz-Fahr.